# Barrage de Kaprun
Le barrage de Kaprun est un barrage hydroélectrique célèbre et spectaculaire situé à Kaprun de la région du Pinzgau dans le land de Salzbourg en Autriche. Sa construction se fit de 1938 à 1951. 